# حفص بن حليمة
حَفْص بْن الْحَارِث بْن عَبْدِ الْعُزَّى الرفَاعَي السَّعْدِي أشتهر بنسبه إلى أمه فيقال له حَفْص بن حَلِيمَةُ هو أخو النبيّ صلّى اللَّه عليه وسلّم من الرّضاعة. وذُكِر من الصحابة.

## أسرته
هو من بني سعد من قبيلة هوازن ونسبه:
- هو:حفص الحارث بن عبد العزى بن رفاعة بن ملان بن ناصرة بن فصية بن نصر بن سعد بن بكر بن هوازن

- أمه: حليمة بنت عبد الله بن الحارث بن شجنة بن جابر بن رزام بن ناصرة بن فصية بن نصر بن سعد بن بكر بن هوازن
- عم: أبو ثروان بن عبد العزى
- إخوته: الشيماء بنت الحارث، أنيسة بنت الحارث, وعبد الله بن الحارث.[4]

## روايته للحديث
وقفْتُ له على روايةٍ عن أُمّه من طريق محمد بن عثمان اللخمي، عن محمد بن إسحاق، عن جَهم بن أبي جهم، عن عبد الله بن جعفر، عن حفص بن حليمة، عن أمه، عن آمنة بنت وهب أُم النبيّ صَلَّى الله عليه وسلم في قصة ميلاده صَلَّى الله عليه وسلم